# Cascade de Grand Galet
La cascade de Grand Galet, ou cascade Langevin, est une chute d'eau de l'île de La Réunion, un département d'outre-mer français dans le sud-ouest de l'océan Indien. Elle relève du territoire de la commune de Saint-Joseph, une commune de La Réunion située dans le sud de l'île. Elle est en outre située sur une frontière du parc national de La Réunion.
Totalement accessible aux personnes à mobilité réduite car la cascade est visible depuis la route.